# Purpureostemon
Genre
Classification phylogénétique
Purpureostemon est un genre de plantes à fleurs de la famille des Myrtacées. Ce genre, endémique en Nouvelle-Calédonie, est monospécifique. Il ne contient qu'une seule espèce, Purpureostemon ciliatus (J.& G. Forster) Gugerli. C'est un arbuste présent au nord de la Grande Terre, ainsi que les sur les grands îlots voisins (Île Neba, Yande, Baaba, Balabio...).